# Iphöfer Stadtbefestigung

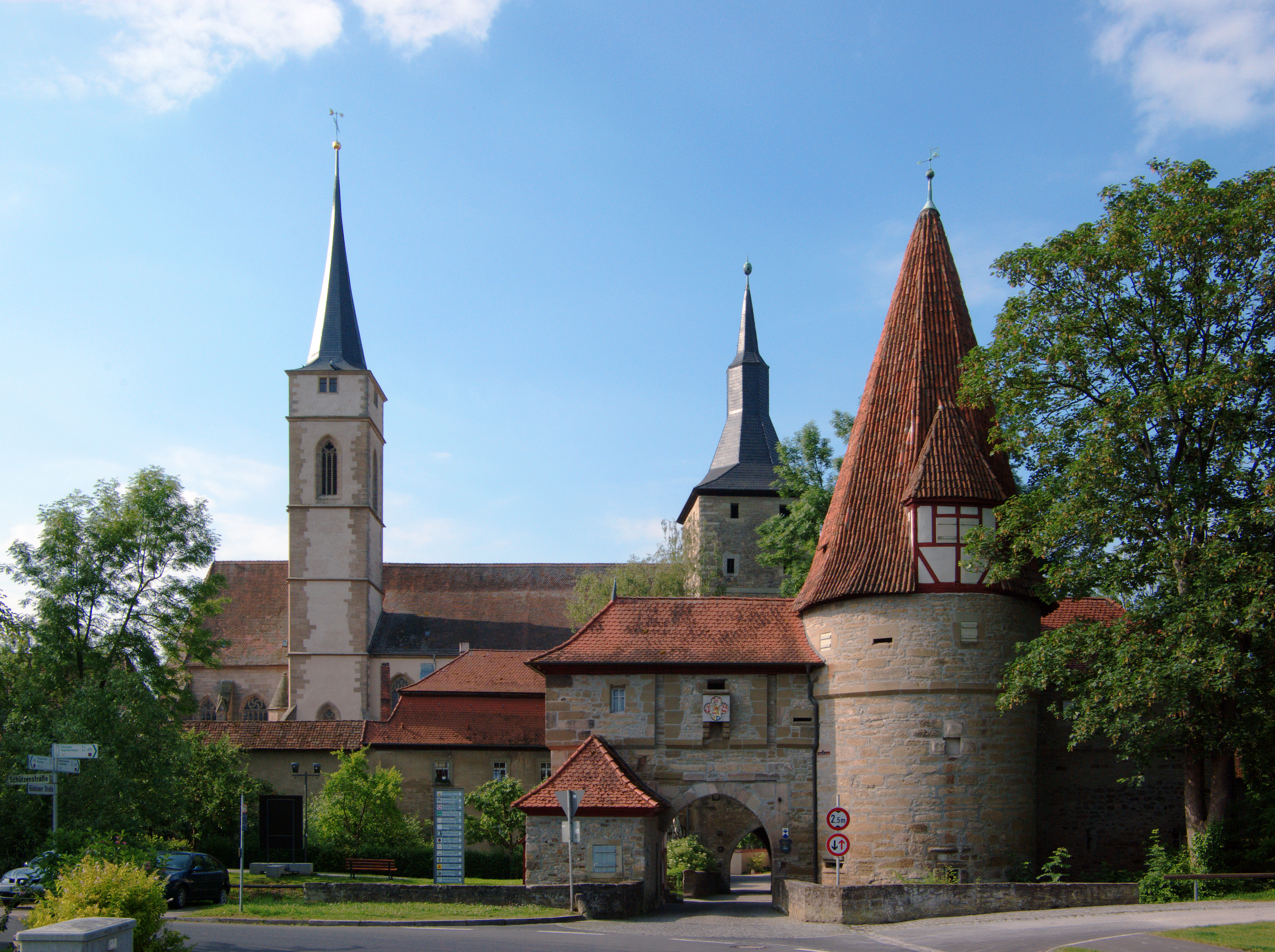
Das Ensemble aus Rödelseer Tor, Mittagsturm und Veitskirche bildet den nördlichen Eingang zur Stadt

Die ehemalige Iphöfer Stadtbefestigung (auch Stadtbefestigung von Iphofen) umgibt die Altstadt des unterfränkischen Iphofen als doppelte Ringmauer mit Türmen, Toren und Doppelgraben. Bis heute haben sich weite Teile der Anlage erhalten, die noch aus der Zeit der Stadterhebung des ausgehenden 13. Jahrhunderts stammt und im 16. Jahrhundert umfassend erneuert wurde.

## Geschichte

### Entstehung und Erweiterung
Die Befestigung Iphofens begann mit der Erhebung zur Stadt im ausgehenden 13. Jahrhundert. Zunächst existierte Iphofen lediglich als Königshof, als der es bereits im 8. Jahrhundert in den Quellen erstmals genannt wird. Die Lage dieses Hofes ist unklar, gesichert ist jedoch, dass sich der Hof nicht in der heutigen Iphöfer Altstadt befand. Erst der wachsende Einfluss der Würzburger Fürstbischöfe führte im Spätmittelalter zur Entstehung der heutigen Siedlung. Iphofen war wohl bereits als eine Art Planstadt erdacht und wurde am Reißbrett entworfen.
Zur Stadt wurde Iphofen am 22. Februar 1293 erhoben. In der Urkunde ist schon davon die Rede, dass der Würzburger Bischof Manegold von Neuenburg die Bürger dazu verpflichtete, die Stadt mit Gräben, Mauern und Türmen sowie Vorwerken zu sichern. Die junge Stadt war wohl nicht als Handelszentrum entstanden, sondern hatte frühzeitig militärische Verteidigungsfunktionen. Denn im Steigerwaldvorland lag das Herrschaftsgebiet der Herren von Hohenlohe, die den Würzburger Fürstbischöfen Konkurrenz machten.
Die Würzburger Stadtgründung entstand auch unmittelbar neben einem von den Hohenlohe beherrschten Dorf, dem heutigen Gräbenviertel. Schnell umgab man die Planstadt mit den vom Fürstbischof geforderten Befestigungen. Mit der befestigten Stadt in seiner Nachbarschaft verlor das Dorf der Hohenlohe an Einfluss. Als der römisch-deutsche König Ludwig der Bayer den Iphöfern 1323 ihre Stadtrechte bestätigte, gaben die Hohenlohe auf und verkauften ihr Dorf nach und nach an die Würzburger.
Das Gräbenviertel war zu dieser Zeit möglicherweise lediglich mit einem Flechtzaun umgeben. Wahrscheinlich war es ein bereits in karolingischer Zeit entstandenes Dorf mit einem für Franken ganz typischen Dorfhag. Dieser Hag wurde ebenfalls von den Bewohnern instand gehalten. Auf den Flechtzaun verweist der Name, der sich ursprünglich „Krebenviertel“ schrieb und einen von Zaun umgebenen Raum meint. Nach 1421 besaß Würzburg genug Einfluss, um schließlich das Gräbenviertel in die Stadtbefestigung Iphofens einzubeziehen.
Die Iphöfer Stadtbefestigung wurde eventuell durch eine weitere Mauer um die Veitskirche im Norden der Siedlung ergänzt. Zwischen Stadtmauer und Rathaus lag der mittelalterliche Kirchenbezirk, dessen erhöhte Position darauf schließen lässt, dass hier eine weitere Mauer zur Sicherung dieses besonders bedeutsamen Teils der Stadt angelegt wurde. Von der Kirchhofbefestigung ist heute nichts mehr erhalten. Der Turm der Kirche selbst diente jedoch sicher in der Vergangenheit als Aussichtsturm.

### Umbauten und Nutzungswandel

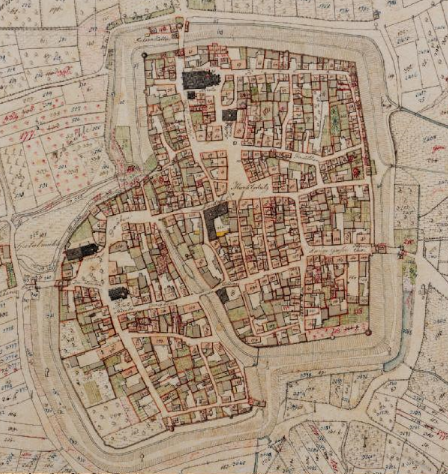
Urkataster von Iphofen zu Beginn des 19. Jahrhunderts mit allen Befestigungsanlagen

Obwohl die Befestigung im 14. Jahrhundert ihre heutige Ausdehnung erreicht hatte, gab es an den einzelnen Elementen immer wieder Erneuerungen. So wurde zwischen 1455 und 1466 das Vorwerk des Rödelseer Tores neu gestaltet und zwischen 1540 und 1544 der sogenannte Mittagsturm um zwei Geschosse aufgestockt. Das Pest- oder Totentor in Iphofen legte man sogar ganz neu an, als die Stadt von der Pest heimgesucht wurde. Die meisten Veränderungen des 16. Jahrhunderts dienten jedoch der Verstärkung der Anlagen. So wurde nun auch die sogenannte Schütt als zweiter Graben errichtet.
Im Deutschen Bauernkrieg gelang den Iphöfern 1525 die Verteidigung ihrer Stadt und die Abwehr der organisierten Bauern. Dieser Erfolg dürfte unter anderem auf die Verstärkung der Befestigung zurückzuführen sein. Später dienten die Befestigungen als Sicherung gegenüber der Nachbarstadt Mainbernheim, mit der man im 16. Jahrhundert immer wieder um Einfluss rang. Die Anlagen übernahmen neben ihrer militärischen Schutzfunktion auch eine wirtschaftliche: An den Toren wurden die auf dem Iphöfer Markt gehandelten Waren verzollt.
Zu Beginn des Dreißigjährigen Krieges war die moderne Anlage ein Grund, warum Iphofen zu einem der Musterungsplätze der würzburgischen Truppen gemacht wurde. 1628 nannte eine Anordnung zur Stadtverteidigung die Glocken auf dem Mittagsturm, die zu läuten seien, sobald sich fremdes Kriegsvolk nähere. Die Befestigung hatte allerdings den neuesten Geschützen nichts mehr entgegenzusetzen. Als 1631 die Stadt Würzburg vor den protestantischen Schweden kapitulierte, gaben  die Iphöfer ebenfalls ihren Widerstand auf.
In den folgenden Jahren gelang es immer wieder feindlichen Truppen, über die Tore in die Stadt einzudringen. Die Stadtbefestigung verlor dadurch weiter an militärischer Bedeutung, blieb allerdings als Zollgrenze die gesamte Frühe Neuzeit hindurch intakt. Erst 1849 kam es zu einer eingreifenden Änderung im Stadtgefüge. Der Wall zwischen den beiden Gräben wurde teilweise abgetragen und mit Bäumen und Sträuchern bepflanzt. Die Stadt erhielt dadurch einen umlaufenden Rundwanderweg. Damit wandelte sich die Nutzung der Befestigung weiter.
Die Befestigung von Iphofen blieb weitgehend erhalten und diente nun insbesondere den durchreisenden Fremden als Fotomotiv. Dieser frühe Tourismus war auch der Grund, warum sich die Anlage bis heute fast unverändert erhalten hat. Heute zieht die intakte Stadtbefestigung viele Touristen an. Sie ist vom Bayerischen Landesamt für Denkmalpflege als Baudenkmal eingeordnet. Untertägige Überreste von Vorgängerbauten sind als Bodendenkmal vermerkt. Außerdem rahmt sie das Ensemble Altstadt Iphofen ein.

## Tore
Die ehemaligen Toranlagen von Iphofen haben sich bis heute weitgehend erhalten. Anders als bei vielen anderen Stadttoren der Umgebung bestehen die Iphöfer Tore als sogenannte Doppeltore. Sie werden so genannt, weil sich in Iphofen neben den eigentlichen Tortürmen auch die Vorwerke erhalten haben. Diese Bauten werden heute im Volksmund meist als die eigentlichen Tore bezeichnet. Während die Tortürme innerhalb der Ringmauer errichtet wurden, stehen die Vorwerke jenseits des Doppelgrabens. Verbunden sind sie über zumeist einjochige Bruchsteinbrücken aus dem 17. Jahrhundert.

### Rödelseer Tor

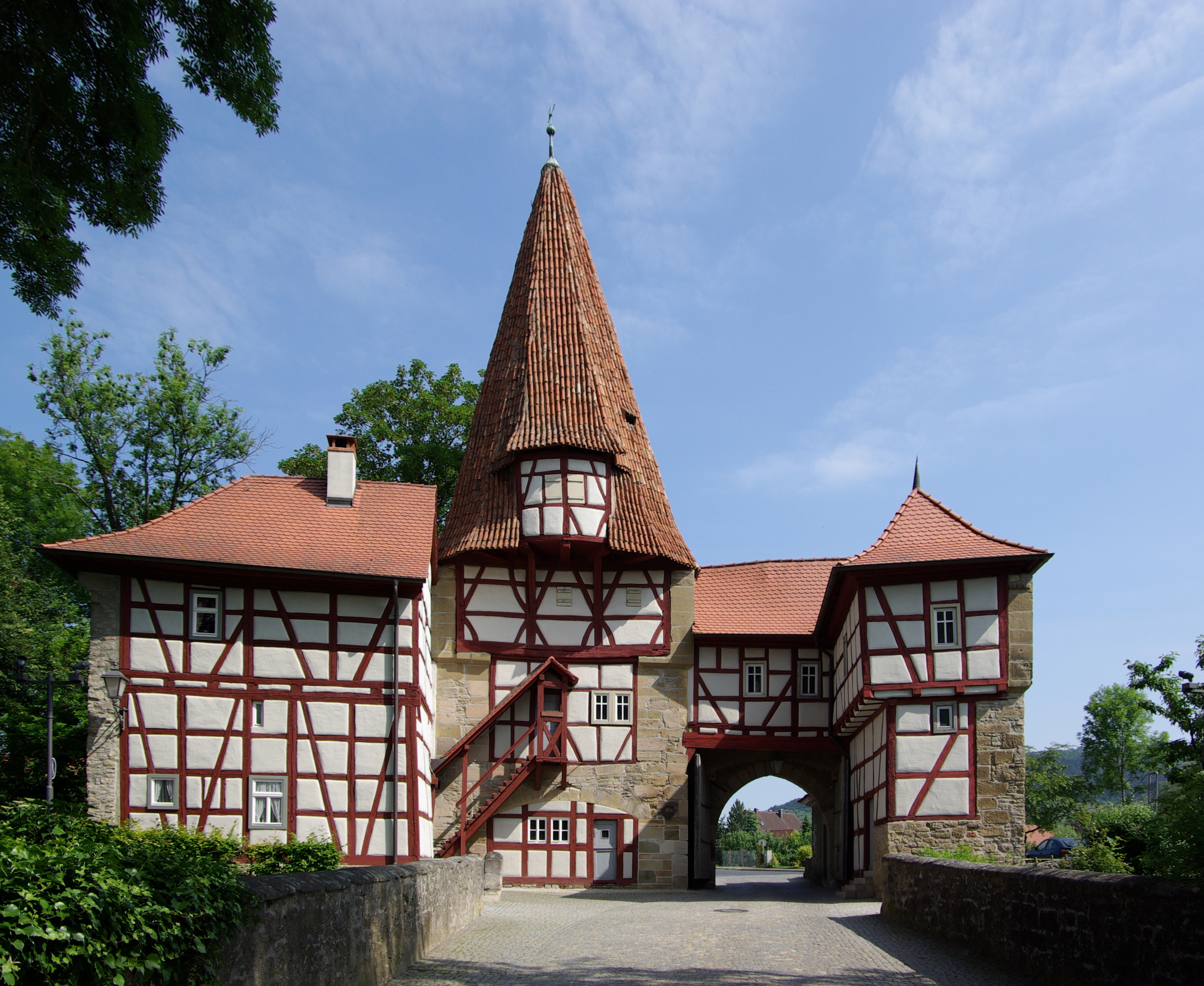
Vorwerk des Rödelseer Tores

Das Rödelseer Tor im Norden der Altstadt entwickelte sich im 20. Jahrhundert zu einem bedeutenden Fotomotiv und zum Wahrzeichen der Stadt. Das Tor wurde bereits am Ende des 13. Jahrhunderts erbaut und ist damit der älteste erhaltene Teil der Befestigung. Während der Regierungszeit des Fürstbischofs Konrad III. von Bibra in der Mitte des 16. Jahrhunderts erhöhte der Baumeister Adam Zwinger den Stadtmauerturm der Toranlage um zwei Geschosse. Das Vorwerk wurde einige Jahre später während der Regierung von Johann III. von Grumbach erneuert und dessen Wappen hier angebracht.
Das Tor besteht bis heute aus einem niedrigeren Vorwerk, das auf dem Wall zwischen Vorgraben und Hauptgraben errichtet ist, und dem eigentlichen Tor innerhalb der Stadtmauer, das von einem Turm überragt wird. Dieser Turm wird bis heute Mittagsturm genannt; zeitweise war er Arrestzelle für Verdächtige. Die Sicherung der Anlage übernahmen, neben den üblichen Holztoren, zwei Fallgatter, die am Vorwerk und am Turm angebracht waren. Die Anlage des 16. Jahrhunderts ist weitgehend erhalten.
Das Vorwerk des Rödelseer Tores präsentiert sich als uneinheitliches zweigeschossiges Gebäude. Es wurde in Fachwerkbauweise errichtet, die auf der stadtzugewandten Seite noch erkennbar ist. Der Tordurchgang wird von einem schlichten Walmdach überragt, der eigentliche Turm ist etwas versetzt. Hier besteht auch das „Schlupfpförtlein“ als Fußgängerdurchlass. Der Mittagsturm über dem Tor in der Stadtmauer präsentiert sich als rechteckiger Turmbau mit spitzbogiger Durchfahrt. Er schließt mit einem schiefergedeckten Turmhelm ab. Der Turm erinnert an das Untere Tor in Volkach. 49° 42′ 20,6″ N, 10° 15′ 34,8″ O

### Einersheimer Tor
Der östliche Teil der Altstadt wird über das Einersheimer Tor betreten. Es erhielt wahrscheinlich im 15. Jahrhundert sein heutiges Erscheinungsbild. Das Einersheimer Tor gilt als der Teil der Anlage, der am 4. April 1525 die anrückenden Bauern vom Eindringen in die Stadt abhielt. In der Chronik der Stadt ist der Vorgang wie folgt festgehalten: „Derhalben wir mit dem geschoß so hart angefallen, daß sy sich uff drey hauffen geteilt und die flucht gegeben.“
Auf der nach Westen ausgerichteten Stadtseite des Tores präsentiert sich der eigentliche Torturm als quadratischer Bau mit spitzbogiger Durchfahrt. Kunsthistorisch bedeutsam ist das östliche Vorwerk. Besonders bemerkenswert sind die Buckelquader an der Fassade. Oberhalb der Tordurchfahrt erhebt sich eine große Pechnase. Das Vorwerk schließt an den Ecken mit gedrungenen, halbhohen Turmerkern ab. Das Vorwerk wurde im 20. Jahrhundert leicht verändert. 49° 42′ 12,3″ N, 10° 15′ 48,4″ O

### Mainbernheimer Tor

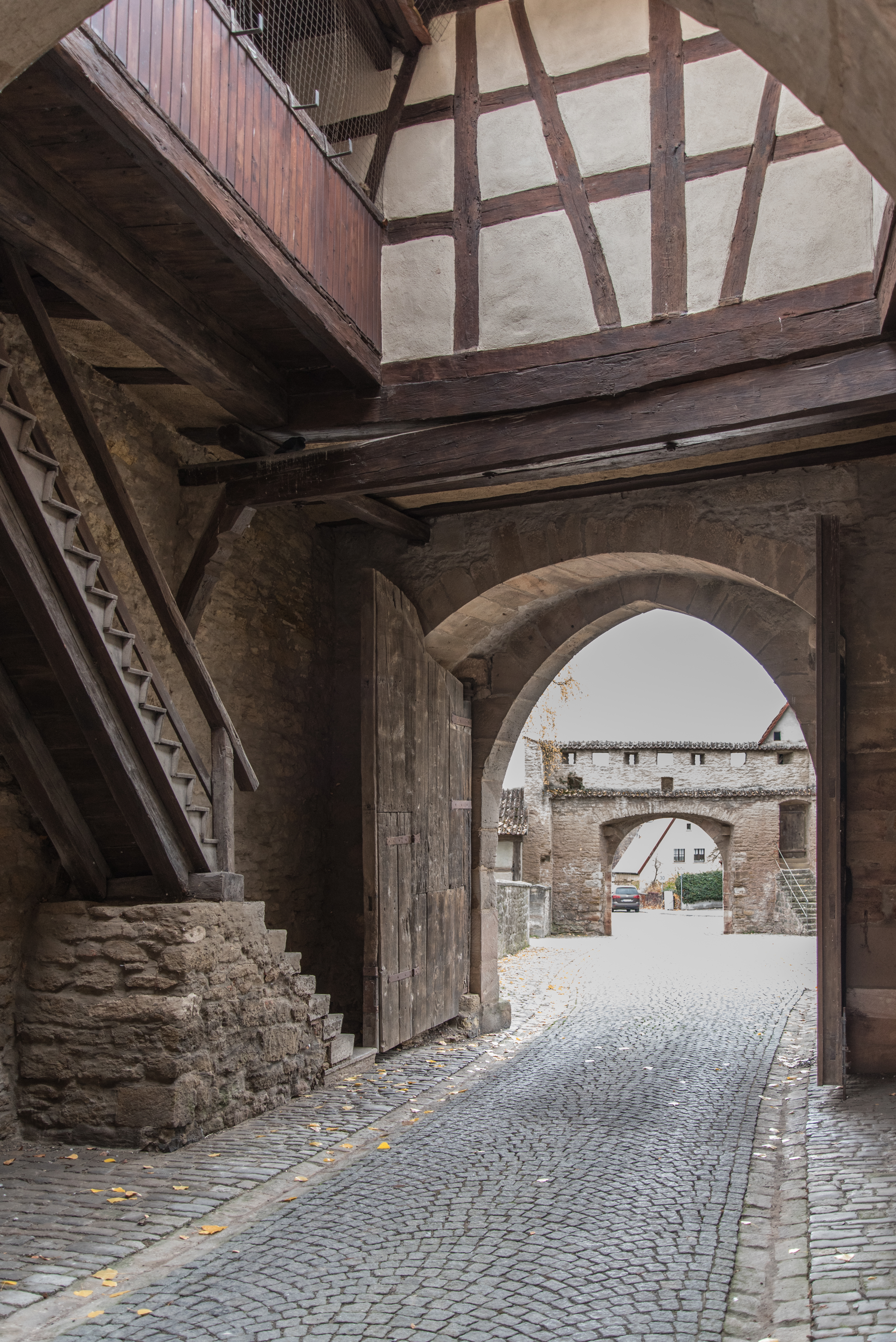
Blick aus dem Torturm zum Vorwerk des Mainbernheimer Tores

Das Mainbernheimer Tor (auch Spitaltor, Gräbentor) befindet sich im Westen der Iphöfer Altstadt. Es ist das einzige Tor, das in das Gräbenviertel der Stadt führte. Das Tor entstand in der ersten Hälfte des 16. Jahrhunderts als jüngstes dauerhaftes innerhalb der Befestigung und geht auf die Auseinandersetzungen zwischen der Stadt und dem kleineren Mainbernheim zurück. Gestritten wurde über die Lage und den Verlauf der Hohen Straße, die den Anrainern hohe Rendite in Form von Zöllen versprach. Iphofen konnte sich gegen die älteren Rechte Mainbernheims jedoch nicht durchsetzen.
Sein innerer Torturm präsentiert sich als Bau aus unregelmäßigen Hausteinen, dessen Ecken durch Buckelquader verstärkt sind. Auf der Stadtseite wurde ein kleiner Fachwerkbau als Torhaus errichtet. Es ist das ältere Mann-Fachwerk der Renaissance. Das Vorwerk weist kaum repräsentativen Charakter auf. Innerhalb der Anlage mit dem Rundbogentor im Zentrum sind Reste eines ehemaligen Zwingers zu erkennen. Die erhaltenen Mauervorsprünge verweisen auf den umlaufenden Wehrgang, von dem keine Reste erhalten blieben. 49° 42′ 10,6″ N, 10° 15′ 27,1″ O

### Pest- oder Totentor
Das Pest- oder Totentor (auch Martinstor nach der alten Martinskirche vor den Mauern) erhielt seinen Namen von seiner Funktion. Im 16. Jahrhundert wurde die Stadt von zwei Pestwellen heimgesucht, während der große Teile der Bevölkerung erkrankten und viele Menschen starben. Große Seuchenwellen sind 1524 und 1584 nachweisbar. Um die Toten schnell auf dem Friedhof außerhalb der Mauern beerdigen zu können, wurde das Pesttor errichtet. Nach dem Abebben der Infektionen schlossen die Verantwortlichen allerdings die Schwachstelle innerhalb der Befestigung, das Tor wurde 1596 wieder zugemauert. Der Torturm war später Sitz des Zentbüttels und wurde „Zentturm“ (oder Centturm) genannt.
Die erhaltenen Überreste des Pesttores erinnern stark an das Einersheimer Tor. Vom Vorwerk haben sich nur die heute überbauten Umfassungsmauern erhalten. Die steinerne Brücke zwischen Vorwerk und Turm ist ebenfalls überbaut und schließt heute mit einem Satteldach ab. Der Torturm selbst schließt an die Stadtmauer an und ist als Rechteckbau errichtet. Die oberen Geschosse des Turmes brannten 1902 ab, sodass er heute niedriger ist als zur Zeit seiner Erbauung. Der Turm schließt mit einem Pyramidenhelm ab. 49° 42′ 5,6″ N, 10° 15′ 40,2″ O

### Inneres Gräbentor
Vom Inneren Gräbentor sind keine baulichen Überreste erhalten. Es stand zwischen den beiden Stadtvierteln und trennte ursprünglich die hochstiftische „Altstadt“ vom hohenlohischen Gräbenviertel. Es war mit der Verbindung der beiden Stadtteile als Zollstelle überflüssig geworden und wurde im 17. oder 18. Jahrhundert abgerissen. Letztmals ist es auf einer Zeichnung aus dem Jahr 1687 als schlichtes Holztor dargestellt. Heute kreuzt hier die Maxstraße die Überreste des inneren Stadtgrabens. 49° 42′ 13,6″ N, 10° 15′ 33,8″ O

## Türme
Die Stadtmauer von Iphofen war in Mittelalter und Früher Neuzeit mit insgesamt 13 Türmen ausgebaut. Neben den vier erhaltenen Tortürmen (das Pesttor nur noch als Überrest) bestehen bis heute vier weitere Türme vollständig. Weitere kleine Türme sind als halbrunde Stümpfe noch erkennbar. Viele der Türme haben heute volkstümliche Bezeichnungen, die auf die ehemalige Nutzung verweisen. Auffällig ist, dass in den Türmen in Mittelalter und Früher Neuzeit häufig gesellschaftlich geächtete Personengruppen wie die Henker wohnten.

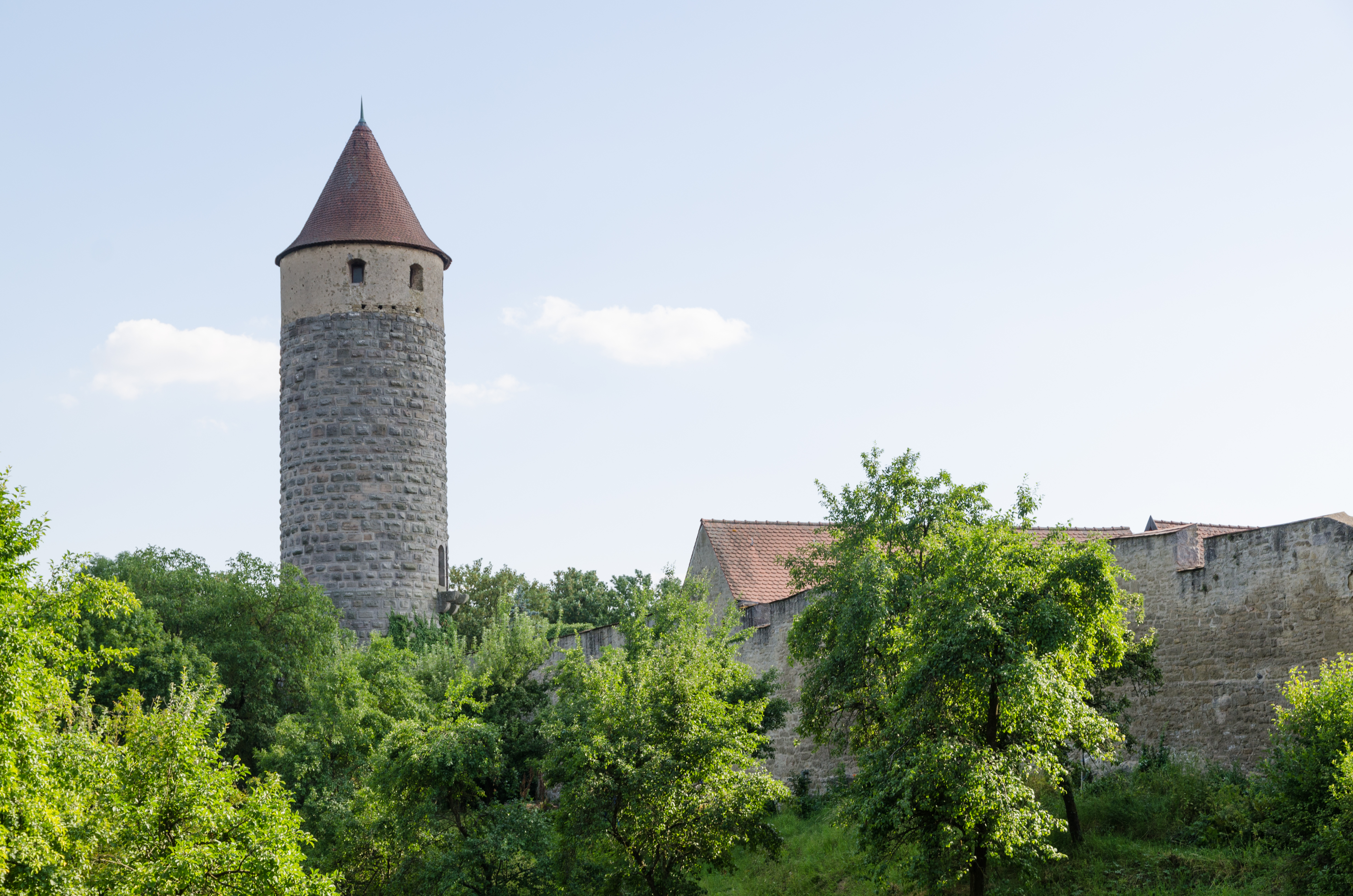
Eulenturm im Süden der Stadtbefestigung

In unmittelbarer Nähe zum Rödelseer Tor bzw. zum Mittagsturm erhebt sich im Norden der Stadt der Bürgerturm. Im Turm wurden straffällig gewordene Stadtbürger untergebracht, wobei die beiden Türme des Mittags- und des Bürgerturmes über einen überdachten Gang miteinander verbunden waren. Wahrscheinlich geht auch der Bürgerturm auf das ausgehende 13. Jahrhundert zurück. Im Jahr 1596 stürzte der Turm allerdings zusammen und musste neu errichtet werden. Als Baumeister wurde Adam Zwinger gewonnen. Beim Graben des Fundaments für den Turm soll fünf Wochen lang gearbeitet worden sein, bis man auf felsigen Untergrund stieß. Der Turm schließt mit einer welschen Haube ab. (49° 42′ 20,4″ N, 10° 15′ 32,3″ O)
Weiter westlich erhebt sich der sogenannte Hirtenturm, der heute nur noch als überdachter Stumpf zu erkennen ist. Weiter südwestlich ist der Henkersturm zu finden. Er befindet sich bereits in einem Mauerabschnitt, der Teil des Gräbenviertels ist. Hier lebte der Scharfrichter, der seit 1310 in der Stadt nachweisbar ist. Das Untergeschoss des Rundturms besteht aus Muschelkalkbruchstein. Während das Untergeschoss aus der Zeit um 1293 stammt, wurde in der Frühen Neuzeit das Fachwerkobergeschoss angebaut. (49° 42′ 14,8″ N, 10° 15′ 32″ O)
Höchster Turm innerhalb der Stadtbefestigung ist der Eulenturm (auch Faulturm) in der Südostecke der Anlage. Der Rundturm aus der Zeit um 1500 diente einst als Wachturm für das südlich der Stadt gelegene Areal. Der Eulenturm wurde aus Buckelquadern errichtet und schließt mit einem kegelförmigen Helm ab. Einer Sage zufolge reicht der Turm genauso tief in den Boden, wie er hoch ist. Das Kellergewölbe des Turmes wurde vielfältig genutzt. So lagerten hier die Pulvervorräte der Stadt. Für Schwerverbrecher bestand ein Verlies. Bei Ausgrabungen wurden menschliche Knochen gefunden. (49° 42′ 8,7″ N, 10° 15′ 47,6″ O)

## Weitere erhaltene Reste

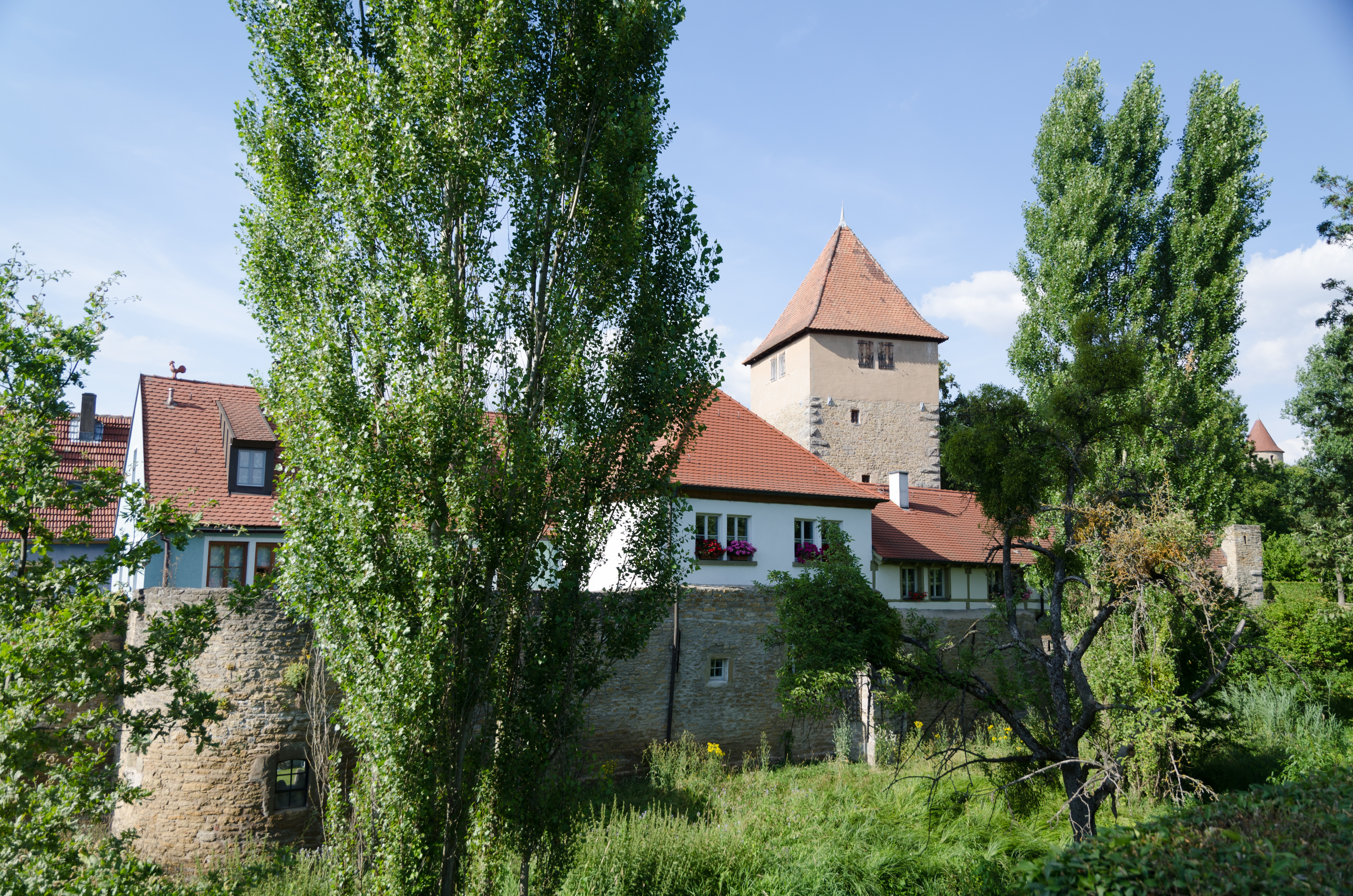
Ringmauer zwischen Bahnhofstraße und Pesttor

Die umlaufende Stadtmauer hat sich auf nahezu der gesamten Länge erhalten und sticht heute als bedeutendster Teil der Anlage ins Auge. Daneben besteht auch die Mauer zwischen Altstadt und Gräbenviertel in weiten Teilen. Außerdem sind die Gräben noch sichtbar, auch wenn sie heute kaum noch Wasser führen. Sie wurden ursprünglich von dem nach seiner Nutzung benannten Wehrbach als Zufluss des Sickersbachs gespeist. Dieser ist heute nur noch als Rinnsal ausgebildet, fließt jedoch noch in seinem Bett. Die drei Stadtseen verweisen auch auf die Einbeziehung des Wassers in die ehemalige Befestigung. → Siehe auch: Wehrbach (Sickersbach)
Die Mauer war in großen Teil als doppelte Ringmauer aus gemauerten Bruchsteinen ausgebildet, die Bausubstanz ist noch weitgehend ursprünglich zu sehen. Nachträglich wurden seit dem 18. Jahrhundert die Mauerabschnitte der inneren Ringmauer mit Häusern überbaut, wie es besonders eindrucksvoll im Bereich der Kirchgasse zu erkennen ist. Hier überragt das eingefügte Obergeschoss des Hauses die Mauer, die durch ihren fehlenden Putz allerdings noch erkennbar ist. Solche Anbauten sind auch in der Oberen Gräbengasse zu finden.
Anders als in vielen anderen Städten des Steigerwaldvorlandes wurden die Gräben nicht aufgeschüttet und vermessen. So existieren hier auch seltener sogenannte Grabengärten, die die Anwohner in den ehemaligen Anlagen anlegten; lediglich in einigen Abschnitten entlang der Unteren Gräbengasse sind solche Grabengärten erkennbar. Besonders ursprüngliche Abschnitte der Ringmauer bestehen dagegen zwischen Kanalgasse und Bürgerturm. In manchen Abschnitten wurden zur Sicherung  Strebepfeiler angebracht. (49° 42′ 18,3″ N, 10° 15′ 31,9″ O)